# Société de presse et d'éditions du Cameroun
La Société de presse et d'éditions du Cameroun (Sopecam) est une société de presse écrite publique camerounaise sous tutelle technique du Ministère de la Communication et financière du Ministère des Finances. 

## Histoire
Elle est fondée le 18 juillet 1977 issue de la fusion entre la Société camerounaise de publication (Scp), l' Agence camerounaise de presse (Acap) et les Ateliers Graphiques du Cameroun (Agracam). Elle a depuis 2016, le statut de société à capital public, ayant pour unique actionnaire l'Etat.

## Activités
Sopecam est l'éditeur du quotidien national bilingue Cameroon Tribune, ainsi que Weekend Sports et Loisirs, Nyanga, Cameroon Business Today. Elle réalise l'édition et la publication d'ouvrages et tous travaux d'imprimerie.

## Personnalités et dirigeants
- 2002 : Marie-Claire Nnana[1]
- 1992-2002 : Jerôme Mvondo[1]
- 1993-1999 : Paul Celestin Ndembiyembe Bakoume[1]
- 1988-1993 : Joseph Charles Doumba[1]
- 1987 - 1988: Henri Bandolo[4],[5]
- 1977 - 1987: Joseph Zambou Zoleko[6]
- 1974 - 1977: Florent Etoga Eily[7]